# 山伏国広
山伏国広（やまぶしくにひろ）は、安土桃山時代に作られたとされる日本刀（太刀）である。日本の重要文化財に指定されており、大阪府大東市の個人所蔵。

## 概要
安土桃山時代から江戸時代初期にかけて活躍した刀工・堀川国広によって作られた刀である。国広は本名を田中角左衛門といい、父とともに日向国飫肥（宮崎県日南市）を領していた伊東義祐へ仕える武士であった。しかし、1577年（天正5年）に伊東氏が島津氏との戦いに敗れて滅亡したことから、国広の姻戚である豊後の大友宗麟を頼って飫肥から離れ、山伏として九州最大の修験道修行地である英彦山にて日々修行に励むとともに、日向国を拠点に作刀を行っていたとされる。刀剣研究家の佐藤寒山は1584年（天正12年）頃の作品として「山伏の時作之」との添銘の太刀の存在に触れている。
『日本刀大百科事典』にて刀剣研究家である福永酔剣の説明によれば、伊東氏滅亡により国広は義祐の遺児である伊藤満千代（後の伊東マンショ）とともに豊後へ落ち延び、キリスト教に出会った満千代は肥前有馬のセミナリヨで学ぶことになった。一方国広は同じく流浪中であった飯田祐安の依頼によって本作を作刀し、主家復興に備えたものだといわれている。その後の伝来は不詳であるが、大正時代初期には佐賀の勧業銀行頭取の永野静雄が所持していた。1942年（昭和17年）12月16日に、日向興業銀行（現在の宮崎銀行）の頭取を務めた伊東祐夫の所有名義にて重要美術品に認定される。この時三年ほどかけて天正風の太刀拵を付けた。1951年（昭和26年）に『刀剣美術』第七号に本阿弥光博が寄稿しており、それによると光博に本作が伊東家から渡された。またこの時父親の光遜に研ぎを依頼された。文化財保護法施行後の1955年（昭和30年）2月2日に重要文化財に指定された。

## 作風
刃長77.3センチメートル、反り2.3センチメートル。幅広で先反りとなる桃山時代の刀姿である。地鉄は小板目肌に流れごころがあり、地沸（じにえ）つき、ざんぐりとする。刃文は互の目乱（ぐのめみだれ）主体に小乱、尖り刃をまじえ、砂流し（すながし）が見られ、飛焼がある。帽子は乱れ込み、地蔵風に返る。彫物は表に棒樋（ぼうひ）と爪、梵字、「武運長久」の文字を彫り、裏には棒樋と爪、梵字、不動明王像を彫る。茎（なかご）の鑢目（やすりめ）は切り、目釘孔は2つ、茎先は栗尻とする。銘は表に「日州古屋之住国広山伏之時作之」「天正十二年二月彼岸」、裏に「太刀主日向国住飯田新七良藤原祐安」と切る（天正12年は西暦1584年）。